# Amiota communis
Amiota communis är en tvåvingeart som beskrevs av Chen och Steyskal 2004. Amiota communis ingår i släktet Amiota och familjen daggflugor.
Artens utbredningsområde är Michigan. Inga underarter finns listade i Catalogue of Life.